# 衝突解決期刊
《衝突解決期刊》（Journal of Conflict Resolution）是一份1972起發行的學術期刊。該期刊每兩個月出版一次，內容為研究戰爭和衝突解決。現時，期刊的主編是馬利蘭大學學院市分校的Paul Huth。據2012年發佈的期刊引證報告指，《衝突解決期刊》的影響因子是1.701，在157份「政治科學」期刊中排名第15，而在82份「國際關係」期刊則名列第9。

## 資料來源
1. ↑  .   [2009-08-29]. （原始内容存档于2009-08-22）.

## 外部連結
- 官方网站